# سيف الأمازون المكشوط
سيف الأمازون المكشوط (الاسم العلمي:Echinodorus emersus) هو نوع من النباتات يتبع جنس سيف الأمازون من الفصيلة المزمارية.